# 朴素熙
朴 素熙（パク・ソヒ、1978年3月24日 - ）は、韓国の女性漫画家。純情漫画（日本で言う所の少女漫画）と呼ばれるジャンルを主に執筆している。
1978年に大邱広域市で生まれた。公州大学校漫画芸術学科を卒業した。2000年に『霊魂の結婚式』でデビューし、第2回ソウル文化社新人漫画大賞で銀賞を受賞した。2002年から長編漫画『궁』（クン、宮）の雑誌連載を開始し、2003年に大韓民国漫画大賞の人気賞と新人賞を受賞し、読者マンガ大賞長編部門の1位になった。2004年と2005年にも大韓民国漫画大賞の人気賞を受賞した。『궁』（クン、宮）は2006年にユン・ウネ主演でMBCにてテレビドラマ化された。
日本で『궁』（クン、宮）は『らぶきょん LOVE in 景福宮』のタイトルで2006年から日本語訳が出版され、テレビドラマも『宮～Love in Palace』の題名で放送された。『らぶきょん LOVE in 景福宮』は2008年時点で日本国内の累計売り上げが15巻までで100万部を超えた。

## 作品
- 霊魂の結婚式 （영혼결혼식）
- Real Purple （리얼퍼플）
- らぶきょん LOVE in 景福宮（궁）

（注）カッコ内は原題のハングル表記